# Santi martiri dell'Uganda

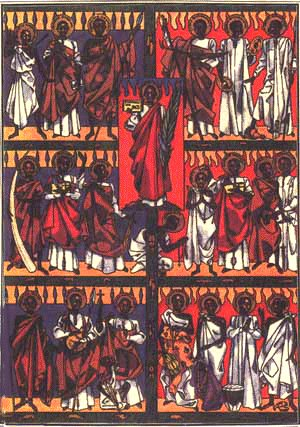
San Carlo Lwanga (al centro) e i suoi 21 compagni in un dipinto di Albert Wider del 1962

La Chiesa cattolica venera come Santi Martiri dell'Uganda un gruppo di ventidue servitori, paggi e funzionari del re di Buganda (oggi parte dell'Uganda), convertiti al cattolicesimo dai missionari d'Africa del cardinale Charles Lavigerie (padri bianchi) che vennero fatti uccidere in quanto cristiani, e per essersi rifiutati di accondiscendere ai desideri di sodomia sotto il regno di Mwanga II (1884 - 1903) tra il 15 novembre 1885 e il 27 gennaio 1887. San Carlo Lwanga era il capo dei paggi e tentò di salvarli dai desideri di sodomia del re di Buganda. Oggi San Carlo Lwanga viene citato anche come protettore dell'amore puro e come invito alla conversione per coloro che commettono atti impuri come la sodomia e la pedofilia.
Sono stati i primi africani sub-sahariani ad essere venerati come santi dalla Chiesa cattolica. Questi i loro nomi:
- San Giuseppe Mkasa Balikuddembé († Nakivubo, 15 novembre 1885), del clan Kayozi, prima vittima della persecuzione scatenata da Mwanga II contro i cristiani, prefetto della sala del re, protesse i fanciulli di corte dai vizi del re e per questo venne decapitato a soli venticinque anni;
- Sant'Andrea Kaggwa († Munyonyo, 26 maggio 1886), capo dei suonatori del re e suo familiare;
- San Ponziano Ngondwe († Ttakajjunge, 26 maggio 1886), del clan Nnyonyi Nnyange, paggio regale, mentre già infuriava la persecuzione, ricevette il battesimo e fu subito incarcerato e, mentre era condotto al luogo del supplizio, venne trafitto da un colpo di lancia;
- San Dionigi Ssebuggwawo († Munyonyo, 25 maggio 1886), del clan Musu;
- Sant'Atanasio Bazzekuketta († Nakivubo, 27 maggio 1886), del clan Nkima, paggio della casa regale, colpito a morte;
- San Gonzaga Gonza († Lubowa, 27 maggio 1886), del clan Mpologoma, uno dei servi del re, che, mentre veniva condotto in catene al rogo cui era stato condannato, venne trafitto dalle lance dei carnefici;
- San Mattia Mulumba († Kampala, 30 maggio 1886), del clan Lugave;
- San Noè Mawaggali († Mityana, 31 maggio 1886), del clan Ngabi, servo del re, offrì il petto alle lance dei soldati, con cui fu inchiodato ad un albero e quindi impiccato;
- San Carlo Lwanga († Namugongo, 3 giugno 1886), del clan Ngabi, poiché si rifiutò di acconsentire ai desideri omosessuali del re, venne arso vivo sul colle Namugongo. Insieme a lui morirono sul rogo dodici compagni di età compresa tra i quattordici e i trent'anni, membri della schiera regale dei giovani nobili o addetti alla sicurezza del sovrano:
- San Luca Baanabakintu, del clan Mmamba;
- San Giacomo Buuzabalyawo, del clan Ngeye, figlio del tessitore reale;
- San Gyaviira, del clan Mmamba;
- Sant'Ambrogio Kibuuka, del clan Lugave;
- Sant'Anatolio Kiriggwajjo, nato a Bunyoro, guardiano delle mandrie del re;
- San Mukasa Kiriwawanvu, del clan Ndiga, cameriere del re;
- Sant'Achilleo Kiwanuka, del clan Lugave;
- San Kizito, nato nel 1872, del clan Mmamba;
- Sant'Adolfo Mukasa Ludigo, del clan BaToro, guardiano delle mandrie del re;
- San Mugagga, del clan Ngo, sarto reale;
- San Bruno Sserunkuuma, del clan Ndiga;
- San Mbaga Tuzinde, del clan Mmamba;
- San Giovanni Maria Muzei detto il Vecchio († Mengo, 27 gennaio 1887), servitore del re, spontaneamente confessò la sua fede dinanzi al primo ministro del re Mwanga II e per questo venne decapitato, come ultima vittima di quella persecuzione.

Papa Benedetto XV li dichiarò beati il 6 giugno 1920: vennero canonizzati il 18 ottobre 1964 a Roma da Paolo VI che, durante il suo viaggio in Africa del 1969 intitolò loro anche il grande santuario di Namugongo (eretto sul luogo del martirio di san Carlo Lwanga, il più celebre del gruppo).
La Chiesa cattolica li commemora in modo particolare nell'anniversario della morte di Carlo Lwanga, il 3 giugno.
Oltre a loro, nella stessa persecuzione venne ucciso un numero ancora più numeroso di cristiani locali anglicani.